# 奈井江駅
奈井江駅（ないええき）は、北海道空知郡奈井江町本町2区にある北海道旅客鉄道（JR北海道）函館本線の駅である。駅番号はA18。電報略号はナイ。事務管理コードは▲130138。
かつては急行「かむい」「そらち」が停車していた。

## 歴史

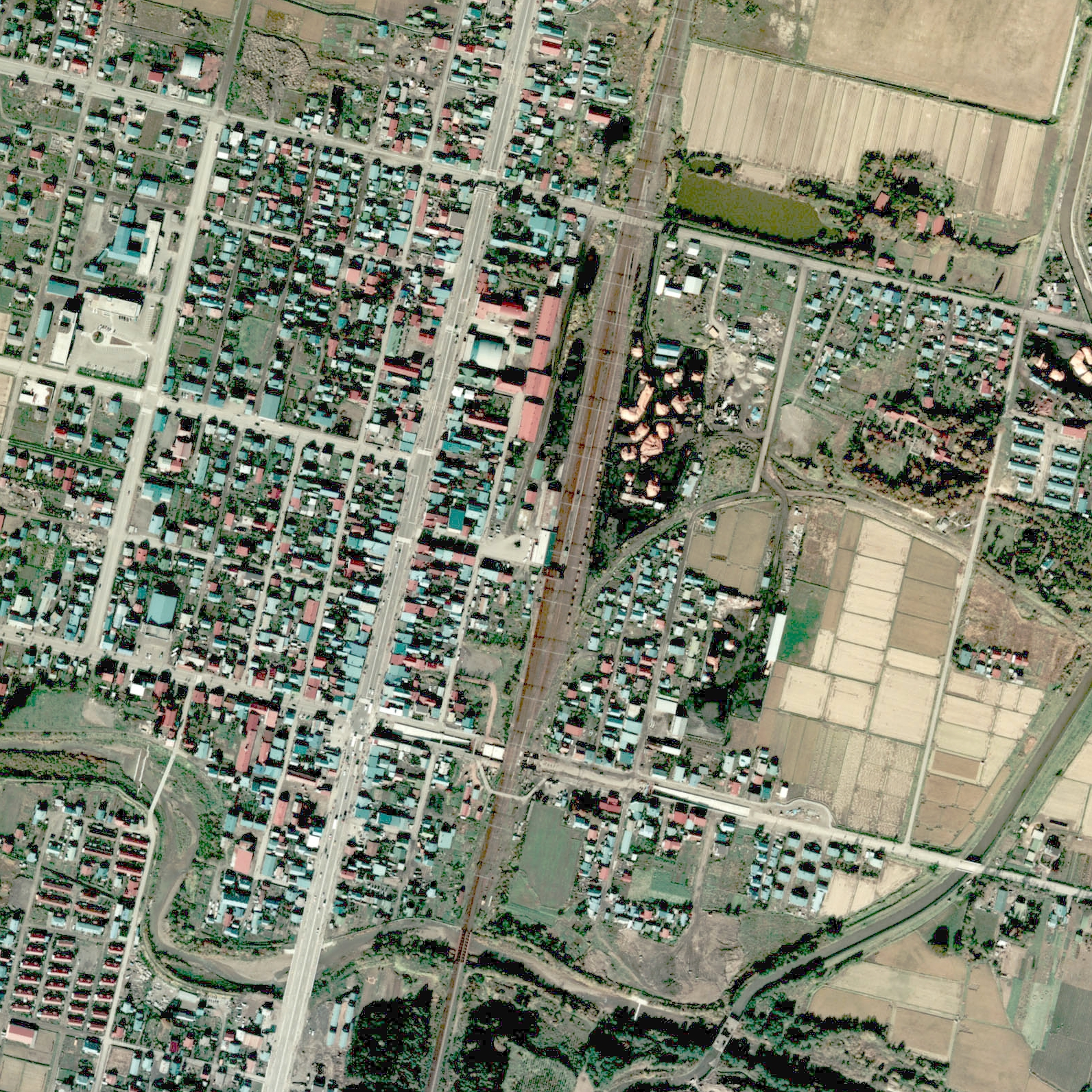
1976年の奈井江駅と周囲1 km範囲。上が函館本線旭川方面。駅裏から右側へ90°以上のカーブを切って現在の奈井江町体育館裏にあった住友石炭鉱業奈井江砿の選炭施設へ向かっていた専用線の軌道跡が残っている。また、三井奈井江駅は北側に見える沼の横の踏切傍にあった。

- 1891年（明治24年）7月5日：北海道炭礦鉄道の駅として開業[5]。一般駅[1]。
- 1899年（明治32年）5月20日：奈井江市街大火により駅舎焼失。仮駅舎で営業[6][7]。
- 1902年（明治35年）1月12日：新駅舎落成[6][7]。
- 1906年（明治39年）10月1日：北海道炭礦鉄道の鉄道路線国有化により、官設鉄道に移管[1]。
- 1910年（明治43年）：日本鉱業奈井江炭山（後に山下汽船鉱業に売却）十二号坑及び十五号坑から当駅積込場へ、それぞれ馬車軌道敷設[7]。
- 1923年（大正12年）10月3日：山下汽船鉱業奈井江炭鉱閉山。馬車軌道撤去[7]。
- 1934年（昭和9年）：駅本屋改築[6][7]。
- 1940年（昭和15年）
  - 4月：当駅より住友鉱業奈井江砿選炭場へ専用線1113m敷設[8]。
  - 月日不詳：跨線橋設置[6][7]。
- 1949年（昭和24年）10月1日：三井鉱山奈井江専用鉄道開業[7]。
- 1963年（昭和38年）11月30日：住友石炭鉱業奈井江砿、子会社の大日興産株式会社へ譲渡[8]。
- 1968年（昭和43年）9月30日：三井鉱山奈井江専用鉄道廃止。
- 1970年（昭和45年）5月：大日興産奈井江砿（旧・住友奈井江砿）専用線廃止[7]。
- 1975年（昭和50年）12月：駅舎改築[7]。
- 1978年（昭和53年）10月2日：貨物取扱い廃止[1]。
- 1984年（昭和59年）
  - 2月1日：荷物取扱い廃止[1]。
  - 3月31日：駅員無配置駅となる[新聞 1]。
  - 5月：簡易委託化[7]。
- 1987年（昭和62年）4月1日：国鉄分割民営化により、北海道旅客鉄道（JR北海道）の駅となる[1]。
- 1998年（平成9年）：再度直営化。
- 2007年（平成19年）10月：駅番号設定。
- 2015年（平成27年）7月：JR北海道が奈井江町に対し、同年9月末をもって当駅を無人化したい旨打診。その後町の反対により翌年4月末まで駅員を配置[新聞 2]。
- 2016年（平成28年）5月1日：前日の営業をもってみどりの窓口の営業を終了[JR北 1][新聞 3][新聞 4]。同日より簡易委託による窓口営業に変更（実際の営業は翌2日から）[9]。
  - 地元企業の富士工業に窓口業務を委託し[10][9]、当駅発の一部主要駅への乗車券・回数券・企画乗車券・定期券のみを扱っていた[11]。営業は平日の6時30分から10時30分、15時40分から18時10分までであり、土曜・日曜・祝日、年末年始は営業していなかった[11]。
- 2022年（令和4年）4月1日：前日の営業をもって簡易委託による窓口業務を終了、無人駅となる[2]。
- 2024年（令和6年）3月16日：ICカード「Kitaca」の利用が可能となる[JR北 2][JR北 3][JR北 4]。

### 駅名の由来
町名より。

## 駅構造
2面3線のホームを持つ地上駅。ホーム間の連絡は跨線橋で結ばれている。
砂川駅管理の無人駅である。

### のりば
駅舎側より記載。
| 番線 | 路線      | 方向 | 行先             |
| ---- | --------- | ---- | ---------------- |
| 3    | ■函館本線 | 下り | 滝川・旭川方面   |
| 2・1 | ■函館本線 | 上り | 岩見沢・手稲方面 |

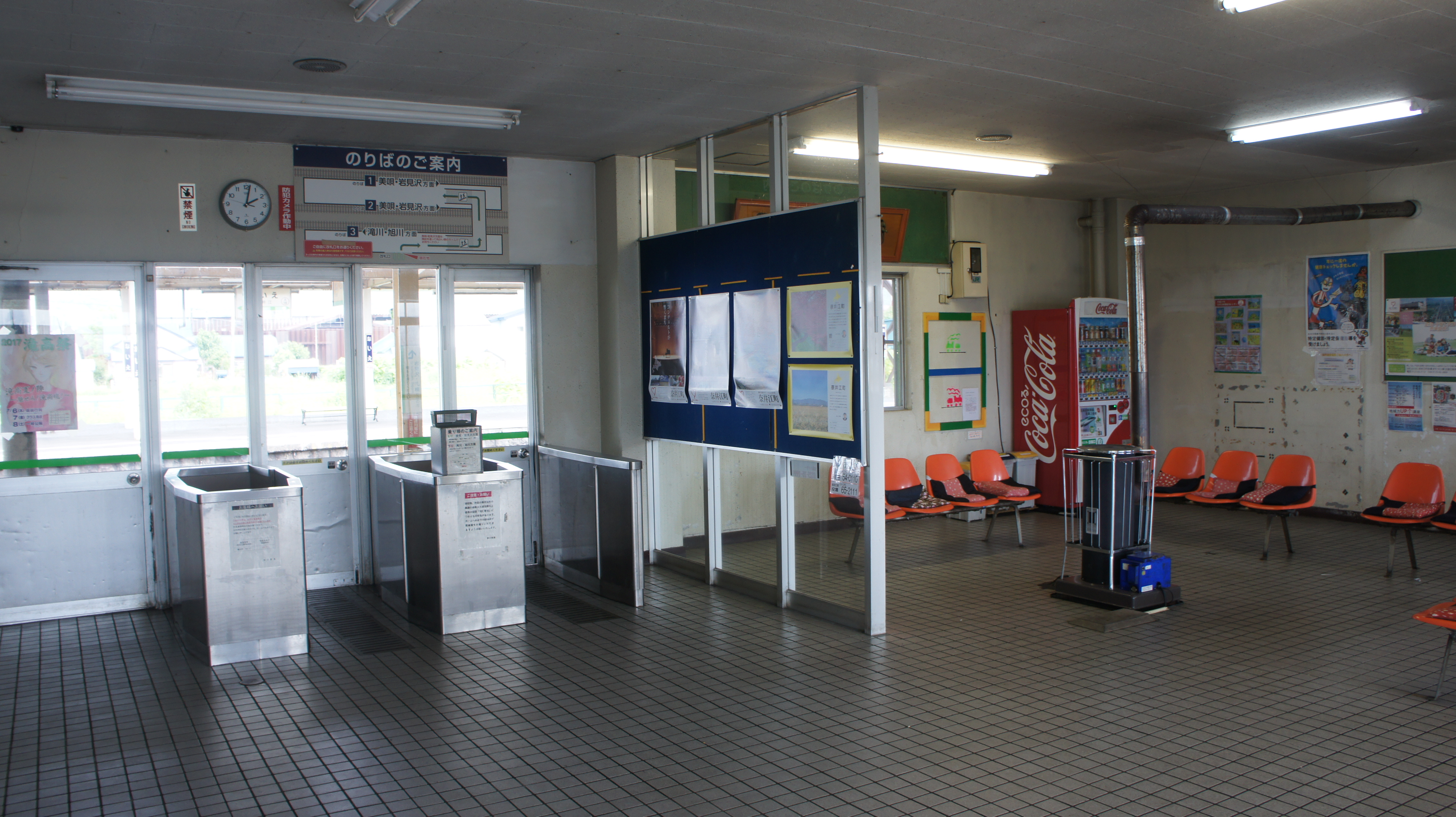
待合室及び改札口（2017年7月）
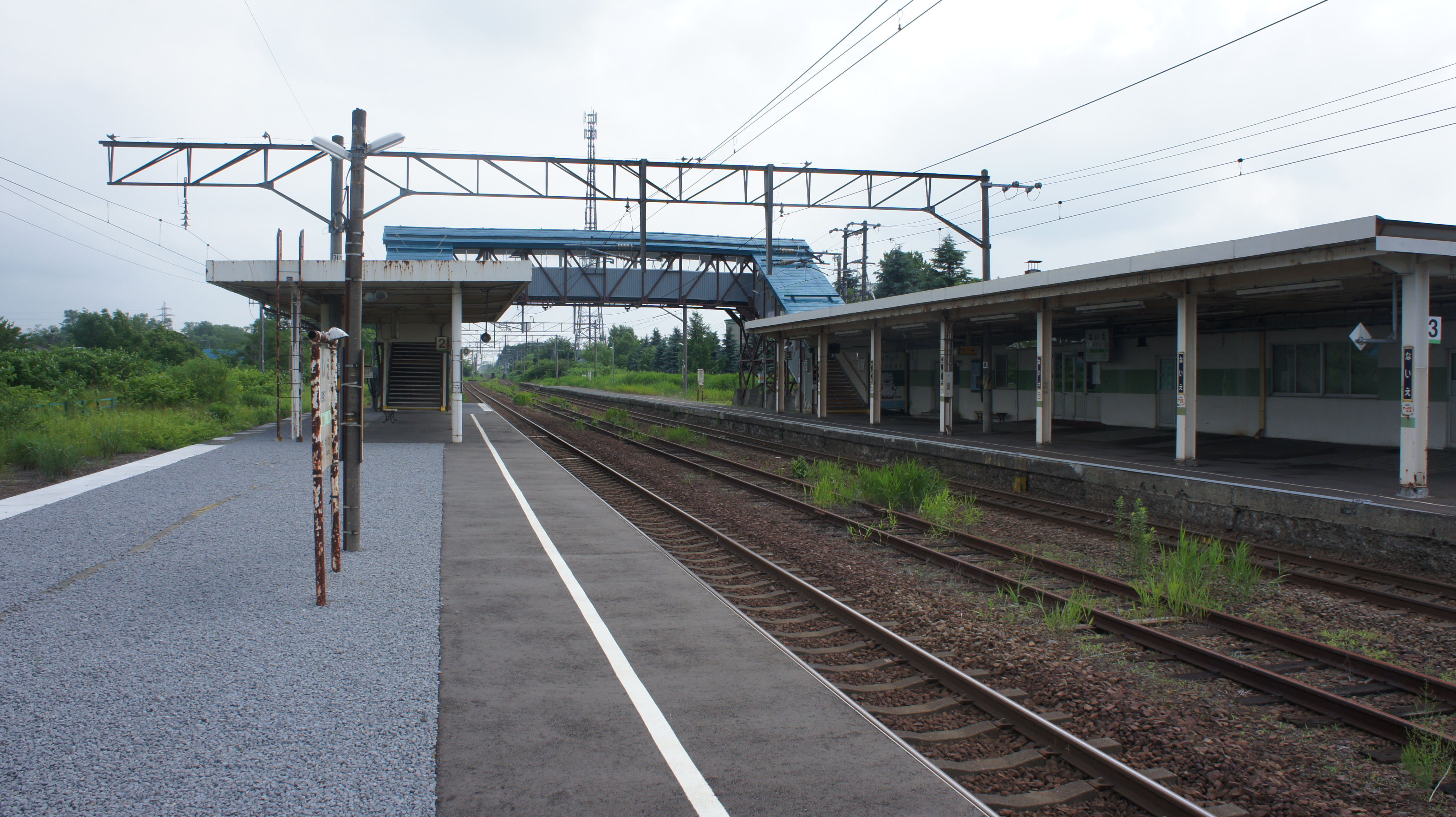
ホーム（2017年7月）
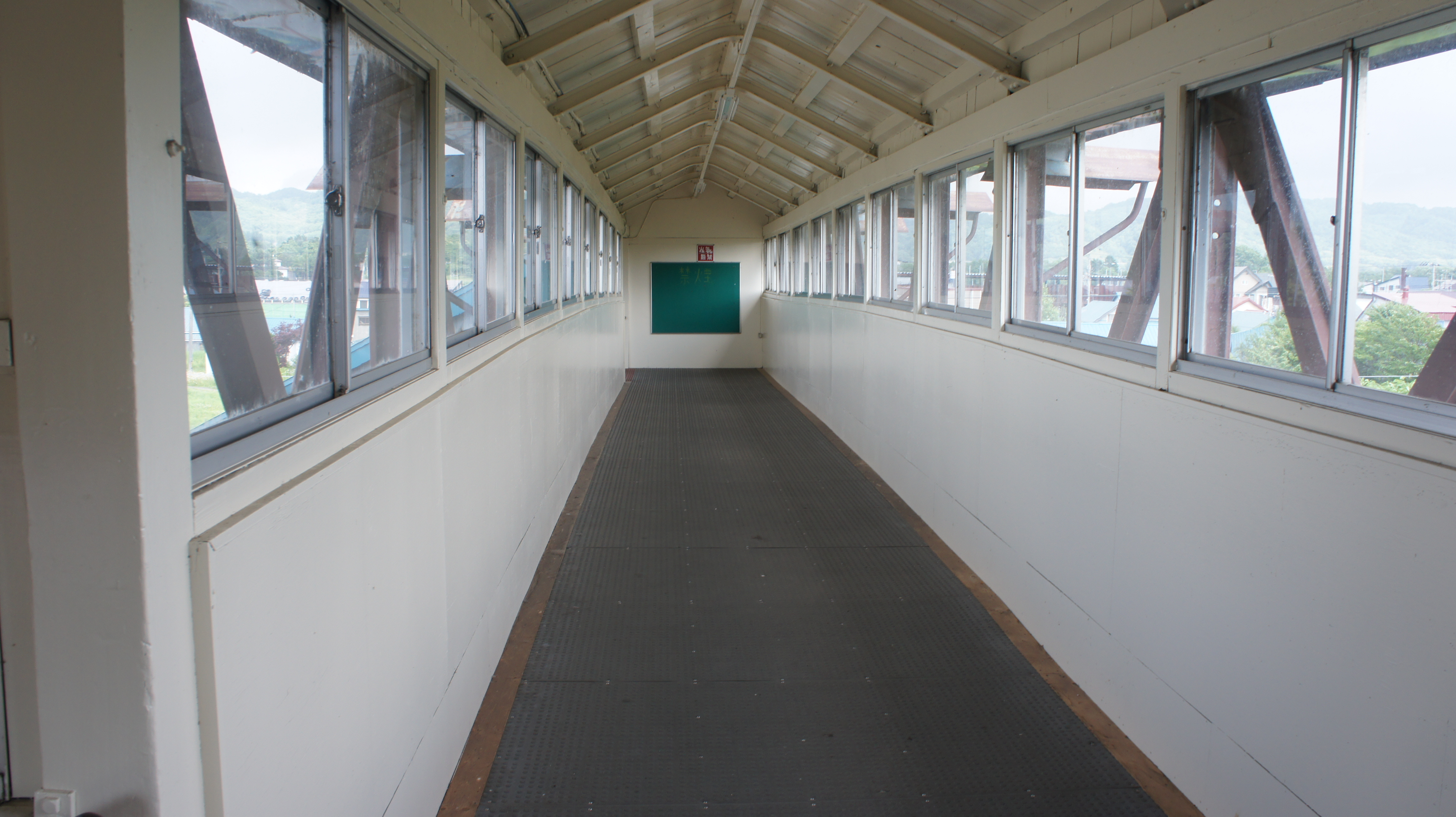
跨線橋（2017年7月）

## 利用状況
1日の平均乗降人員は以下の通りである。
| 乗車人員推移 | 乗車人員推移 | 乗降人員推移 | 乗降人員推移 |
| 年度         | 1日平均人数  | 1日平均人数  |              |
| ------------ | ------------ | ------------ | ------------ |
| 1951         | 1,126        |              |              |
| 1960         | 898          |              |              |
| 1965         | 746          |              |              |
| 1975         | 706          |              |              |
| 1980         | 545          |              |              |
| 1983         | 362          |              |              |
| 2009         | 310          |              |              |
| 2011         |              | 608          |              |
| 2012         |              | 606          |              |
| 2013         |              | 582          |              |
| 2014         | 291          | 582          |              |
| 2015         |              | 648          |              |
| 2016         |              | 538          |              |
| 2017         |              | 524          |              |
| 2018         |              | 478          |              |

## 駅周辺
- 北海道道529号東奈井江奈井江停車場線
- 国道12号
- 道の駅ハウスヤルビ奈井江
- 奈井江町役場
- 滝川警察署奈井江駐在所
- 奈井江郵便局
- 北門信用金庫 奈井江支店
- 新砂川農業協同組合（JA新すながわ）奈井江支所
- 奈井江町文化ホール
- 北海道奈井江商業高等学校
- 直線道路日本一のモニュメント（中間地点）
- 奈井江町交流プラザ「みなクル」
- 奈井江駅前 停留所
  - 北海道中央バス（滝川営業所）：滝川市方面、奈井江高校・美唄市方面、札幌運転免許試験場線[14]
  - 奈井江町営バス：町内路線[15][16]
  - 美唄自動車学校（美自校観光バス）：浦臼町方面（ジェイ・アール北海道バス石狩線廃止代替）
- 奈井江町立国民健康保険病院

## 隣の駅
北海道旅客鉄道（JR北海道）
■函館本線
茶志内駅 (A17) - 奈井江駅 (A18) - 豊沼駅 (A19)

### JR北海道
1. 1 2 3  “駅の営業内容見直しについて”.   北海道旅客鉄道 (2016年4月12日). 2022年3月23日時点のオリジナルよりアーカイブ。2022年3月23日閲覧。
2. ↑  『2024年3月ダイヤ改正について』（PDF）（プレスリリース）北海道旅客鉄道、2023年12月15日。オリジナルの2023年12月15日時点におけるアーカイブ。2023年12月15日閲覧。
3. ↑  『2024（令和6）年3月ICカードKitacaエリアを拡大します』（PDF）（プレスリリース）北海道旅客鉄道、2023年12月13日。オリジナルの2023年12月13日時点におけるアーカイブ。2023年12月13日閲覧。
4. ↑  『ICカードKitacaエリアを拡大します! ～2024年春、函館・旭川各エリアでKitacaサービスを開始します～』（PDF）（プレスリリース）北海道旅客鉄道、2022年9月14日。オリジナルの2022年9月14日時点におけるアーカイブ。2022年9月14日閲覧。

### 新聞記事
1. ↑  “「通報」●函館本線蘭越駅ほか29駅の駅員無配置について（旅客局）”. 鉄道公報 (日本国有鉄道総裁室文書課):  p. 4. (1984年3月31日)
2. ↑  高田かすみ (2016年3月2日). “奈井江駅の駅員1人配置継続へ JR北海道、町に伝える” (日本語). 北海道新聞. どうしんウェブ／電子版（道央） (北海道新聞社).  オリジナルの2016年3月2日時点におけるアーカイブ。 2016年3月2日閲覧。
3. ↑  “JR北海道 4駅を無人化”. 交通新聞 (交通新聞社). (2016年4月14日)
4. ↑  “4駅窓口業務終了 奈井江・美幌・留辺蘂・美深 地元から職員配置も” (日本語). 北海道新聞. どうしんウェブ／電子版（社会） (北海道新聞社). (2016年4月13日).  オリジナルの2016年4月15日時点におけるアーカイブ。 2016年4月15日閲覧。